# Richard Rodney Bennett
Richard Rodney Bennett (Broadstairs, 29 marzo 1936 – New York, 24 dicembre 2012) è stato un compositore, pianista e docente inglese, autore di colonne sonore cinematografiche e televisive, di opere teatrali e di musica sinfonica e corale.
È stato tre volte candidato all'Oscar alla migliore colonna sonora, nel 1968 per Via dalla pazza folla, nel 1972 per Nicola e Alessandra e nel 1975 per Assassinio sull'Orient Express.
In una vasta filmografia di quasi cento colonne sonore tra cinema e televisione, restano memorabili le sue musiche per Le colline dell'odio (1959) di Robert Aldrich e le collaborazioni con i registi Joseph Losey in L'inchiesta dell'ispettore Morgan (1959), Cerimonia segreta (1968), e Caccia sadica (1970), e John Schlesinger in Billy il bugiardo (1963) e Via dalla pazza folla (1967).

## Riconoscimenti
- Oscar alla migliore colonna sonora
  - 1968: candidato - Via dalla pazza folla
  - 1972: candidato - Nicola e Alessandra
  - 1975: candidato - Assassinio sull'Orient Express
- BAFTA alla migliore colonna sonora (Anthony Asquith Award for Film Music)
  - 1970: candidato - Cerimonia segreta
  - 1971: candidato - Caccia sadica
  - 1973: candidato - Peccato d'amore
  - 1975: vincitore - Assassinio sull'Orient Express
  - 1978: candidato - Equus
  - 1980: candidato - Yankees
  - 1995: candidato - Quattro matrimoni e un funerale

## Filmografia parziale
- International Police (Interpol), regia di John Gilling (1957)
- Obiettivo Butterfly (The Safecracker), regia di Ray Milland (1958)
- Indiscreto (Indiscreet), regia di Stanley Donen (1958)
- Oltre il confine (The Man Inside), regia di John Gilling (1958)
- L'uomo che ingannò la morte (The Man Who Could Cheat Death), regia di Terence Fisher (1959)
- Le colline dell'odio (The Angry Hills), regia di Robert Aldrich (1959)
- Il discepolo del diavolo (The Devil's Disciple), regia di Guy Hamilton (1959)
- L'inchiesta dell'ispettore Morgan (Blind Date), regia di Joseph Losey (1959)
- Il marchio (The Mark), regia di Guy Green (1961)
- Sesso, peccato e castità (Only Two Can Play), regia di Sidney Gilliat (1962)
- Storia cinese (Satan Never Sleeps), regia di Leo McCarey (1962)
- Il braccio sbagliato della legge (The Wrong Arm of the Law), regia di Cliff Owen (1963)
- Lassù qualcuno mi attende (Heavens Above!), regia di John Boulting e Roy Boulting (1963)
- Billy il bugiardo (Billy Liar), regia di John Schlesinger (1963)
- Nanny, la governante (The Nanny), regia di Seth Holt (1965)
- Creatura del diavolo (The Witches), regia di Cyril Frankel (1966)
- Via dalla pazza folla (Far from the Madding Crowd), regia di John Schlesinger (1967)
- Il cervello da un miliardo di dollari (Billion Dollar Brain), regia di Ken Russell (1967)
- Cerimonia segreta (Secret Ceremony), regia di Joseph Losey (1968)
- Caccia sadica (Figures in a Landscape), regia di Joseph Losey (1970)
- Nicola e Alessandra (Nicholas and Alexandra), regia di Franklin J. Schaffner (1971)
- Peccato d'amore (Lady Caroline Lamb), regia di Robert Bolt (1972)
- E se oggi... fosse già domani? (Voices), regia di Kevin Billington (1973)
- Assassinio sull'Orient Express (Murder on the Orient Express), regia di Sidney Lumet (1974)
- Equus, regia di Sidney Lumet (1977)
- Pollice da scasso (The Brink's Job), regia di William Friedkin (1978)
- Yankees (Yanks), regia di John Schlesinger (1979)
- Prigioniero del passato (The Return of the Soldier), regia di Alan Bridges (1982)
- La torre d'ebano (The Ebony Tower), regia di Robert Knights (1984) - film TV
- Un incantevole aprile (Enchanted April), regia di Mike Newell (1992)
- Quattro matrimoni e un funerale (Four Weddings and a Funeral), regia di Mike Newell (1994)
- La bottega degli orrori di Sweeney Todd (The Tale of Sweeney Todd), regia di John Schlesinger (1997)
- Gormenghast (2000) - miniserie TV